# Женска фудбалска репрезентација Сан Марина
Женска фудбалска репрезентација Сан Марина (итал. Nazionale di calcio femminile dell'San Marino) је национални фудбалски тим који представља Сан Марино на међународним такмичењима и под контролом је Фудбалског савеза Сан Марина (итал. Federazione Sammarinese Giuoco Calcio), владајућег тела за фудбал у Сан Марину.
Женски фудбал није развијен спорт у Сан Марину, не постоји фудбалска репрезентација женског националног савеза, а национални фудбалски савез нема стално запослено особље које ради на спорту.

## Позадина
Фудбал је четврти најпопуларнији женски спорт у Сан Марину, одбојка се пказала као најпопуларнија. У 2006. години било је укупно 65 регистрованих фудбалерки у земљи, од којих су 48 биле сениорке старије од 17 година. Те године је постојало 16 фудбалских клубова у земљи, од којих је само један био отворен за жене да играју у тимовима мешовитих полова.
Женски фудбал је представљен у Фудбалском савезу Сан Марина, по одређеним мандатима. Они немају стално запослено особље посвећено женском фудбалу. Мање од 5% буџета националног савеза је намењено за женски фудбал у поређењу са 22% за мушка такмичења и 9% за омладинска такмичења. Цезар Биорди је 2009. године био задужен за женски фудбал у Сан Марину.
До септембра 2020. Сан Марино има женски фудбалски клуб, „Сан Марино Академи”, који се такмичи у италијанској Серији А. Елеонора Чекини је једина играчица тима из Сан Марина.